# Angel Coulby
Angel Leonie Coulby (Londres, 30 de agosto de 1980) es una actriz británica.

## Primeros años
Angel Leonie Coulby nació y se crio en el norte de Londres, antes de trasladarse a Edimburgo para estudiar actuación en la Universidad Queen Margaret. Es de ascendencia afro-guyanesa.

## Carrera
En 2001 apareció en un episodio de la serie Scariest Places on Earth, donde dio vida a una estudiante que tuvo un encuentro con un fantasma. El personaje fue creado para "I was attacked". Ese mismo año obtuvo un poco más de fama cuando se unió a la comedia de la BBC "'Orrible", donde interpretó a Shiv. En 2006 apareció como invitada en la popular serie Hustle, donde dio vida a Alice durante el episodio "A Bollywood Dream". Ese mismo año interpretó a Katherine en un episodio de la popular serie de ciencia ficción Doctor Who. En 2008 alcanzó más fama cuando se unió al elenco principal de la serie de fantasía Merlín, donde interpretó a Guinevere "Gwen" Pendragon, una joven que luego se convertiría en la reina Guinevere, hasta el final de la serie luego de cinco temporadas en 2012.
En 2013 obtuvo uno de los roles protagónicos en la miniserie dramática Dancing on the Edge, donde dio vida a la cantante de jazz Jessie. Ese mismo año se unió al elenco recurrente de la serie británica The Tunnel, donde interpreta a Laura Roebuck. La serie está basada en la serie danesa-sueca The Bridge, que a su vez está basada en el libro de Hans Rosenfeld titulado The Bridge.

## Filmografía

### Series de televisión

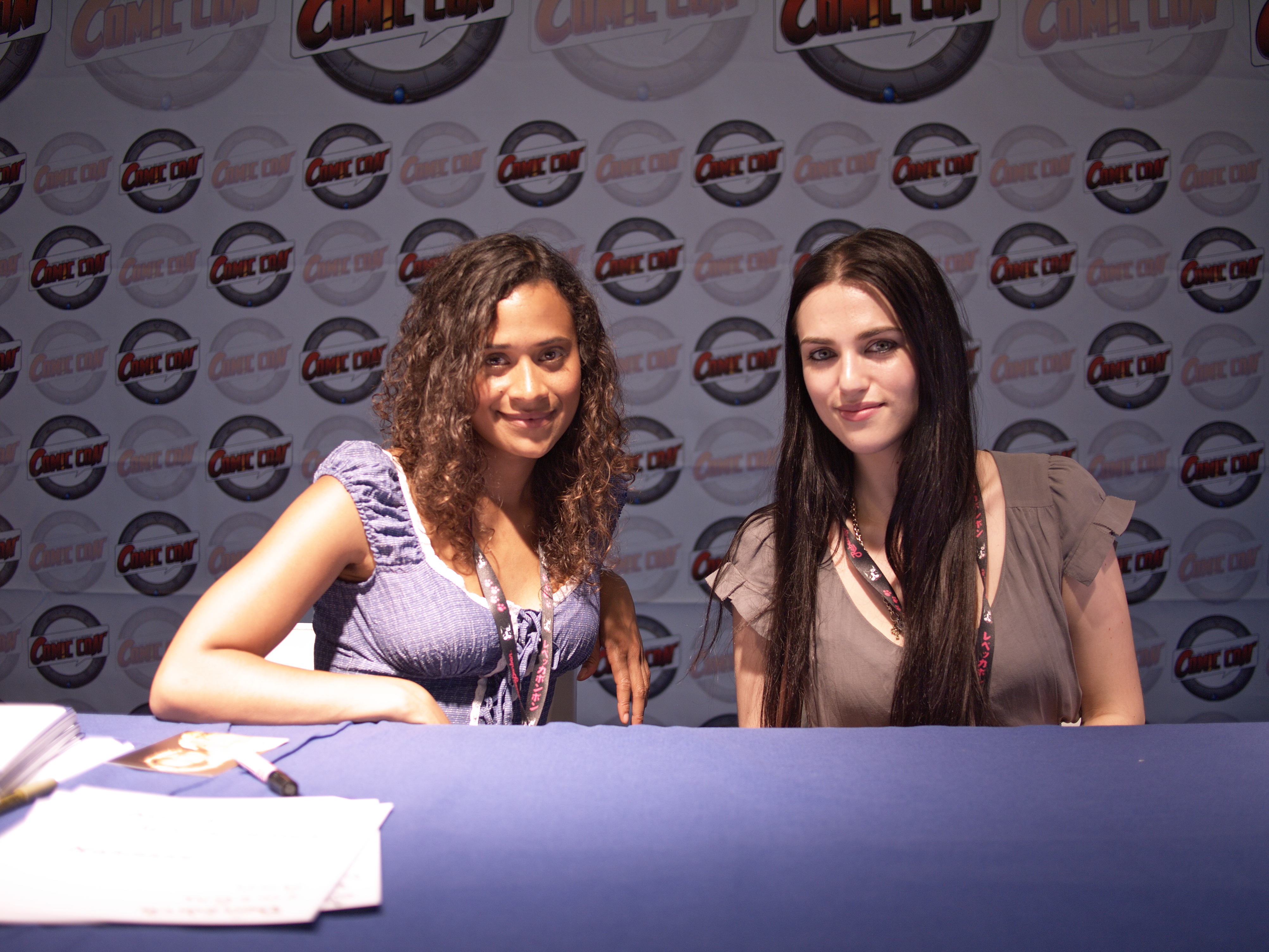
Coulby (izquierda) con su co-protagonista de Merlín: Katie McGrath (derecha) en la Comic-Con.b

| Año                               | Título                   | Personaje                | Notas                                            |
| --------------------------------- | ------------------------ | ------------------------ | ------------------------------------------------ |
| 1997                              | Scariest Places on Earth | Estudiante Asustada      | episodio #2.10: Exorcism: Greyfriars Cemetery 1" |
| 2001                              | 'Orrible                 | Shiv                     | 4 episodios                                      |
| 2002                              | Casualty                 | Sally                    | episodio: "In the Heat of the Night"             |
| 2002                              | Having It Off            | Kylie Riley              | Serie para la televisión                         |
| 2003                              | The Second Coming        | PC. Louise Fraser        | 2 episodios - miniserie                          |
| 2003                              | Manchild                 | Pippa                    | episodio #2.4                                    |
| 2004                              | Making Waves             | LMA. Anita Cook          | episodio: "1.1" episodio: "1.2"                  |
| 2004                              | As If                    | Amber                    | 7 episodios                                      |
| 2004                              | Conviction               | Jemma Ryan               | 6 episodios                                      |
| 2004                              | Holby City               | Maxine Framley           | episodio: "A Good Day to Bury Bad News"          |
| 2005                              |                          |                          |                                                  |
| M.I.T.: Murder Investigation Team | Lee Allanson             | episodio #2.1            |                                                  |
| 2005-2006                         |                          |                          |                                                  |
| Vincent                           | Gillian Lafferty         | 7 episodios              |                                                  |
| 2006                              | Hustle                   | Alice                    | episodio: "A Bollywood Dream"                    |
| 2006                              | Doctor Who               | Katherine                | episodio: "The Girl in the Fireplace"            |
| 2006                              | The Bill                 | Zoe Hughes               | episodio #461                                    |
| 2006                              | Tripping Over            | Charity                  | episodio #1.5                                    |
| 2007                              |                          |                          |                                                  |
| Gina's Laughing Gear              | Enfermera Jones          | episodio: "Dollby City"  |                                                  |
| New Street Law                    | Sharon Weir              | episodio #2.6            |                                                  |
| Talk to Me                        | Faith                    | 4 episodios              |                                                  |
| The Visit                         | Rachael                  | 6 episodios              |                                                  |
| Life Is Wild                      |                          | episodio: "Heritage Day" |                                                  |
| 2008 - 2012                       | Merlín                   | Gwen                     | 13 episodios (5 temporadas - papel principal)    |
| 2013                              | Dancing on the Edge      | Jessie Taylor            | 5 episodios (papel principal)                    |
| 2013 - presente                   | The Tunnel               | Mrs. Laura Roebuck       | 17 episodios                                     |

### Películas
| Año          | Título                               | Personaje                   | Notas                       |
| ------------ | ------------------------------------ | --------------------------- | --------------------------- |
| 2004         |                                      |                             |                             |
| A Good Thief | Leah Pickering                       | película para la televisión |                             |
| 2005         | The Jacket                           | Interna                     | -                           |
| 2005         | The League of Gentlemen's Apocalypse | Recepcionista               | -                           |
| 2005         | Imagine Me & You                     | Anna                        | -                           |
| 2007         | Magicians                            | Recepcionista               | -                           |
| 2007         | Secret Life                          | Joven Madre                 | película para la televisión |

## Premios y nominaciones
| Año  | Categoría                          | Premio             | Serie  | Resultado |
| ---- | ---------------------------------- | ------------------ | ------ | --------- |
| 2010 | Outstanding Actress - Drama Series | Golden Nymph Award | Merlin | Nominada  |